# 小行星7742
小行星7742（7742 Altamira）是一颗绕太阳运转的小行星，为主小行星带小行星。该小行星于1985年10月20日发现。

## 轨道参数
小行星7742的轨道半长轴为2.7202083 UA，离心率为0.080。